# I Want to Break Free
〈I Want to Break Free〉는 영국의 록 밴드 퀸의 노래로, 베이시스트 존 디콘이 작사, 작곡했다. 1984년 음반 《The Works》에 수록되어 있으며, 음반, 싱글, 확장판의 세 가지 버전으로 발매되었다. 이 곡은 1984년~1985년 The Works Tour와 1986년 Magic Tour에서 밴드의 주요 곡이 되었다.
이 곡은 ITV 연속극 《코로네이션 스트리트》를 패러디한 드러머 로저 테일러가 제안한 컨셉인 드래그 의상을 모든 밴드 멤버가 입은 뮤직 비디오로 널리 알려져 있다. 비디오의 두 번째 부분에는 로열 발레단과 함께 리허설하고 공연한 작곡과 웨인 이글링이 안무한 곡이 포함되어 있다. 이 패러디는 영국 코미디에서 크로스드레싱이 인기 있는 영국에서 호평을 받은 반면, 미국에서는 논란을 일으켰다.
1984년에 발매된 후, 이 노래는 유럽과 남미에서 좋은 반응을 얻었고 억압에 대항하는 투쟁의 국가로 여겨진다. 이 싱글은 미국 빌보드 핫 100에서 45위에 그쳤지만, 영국에서는 3위에 올랐고, 60만 장 이상의 판매고를 올리며 플래티넘 인증을 받았다. 또한 오스트리아, 벨기에, 네덜란드의 차트에서도 1위를 차지했다. 이 노래는 이 밴드의 컴필레이션 음반인 《Greatest Hits II》에 수록되어 있다.

## 구성 및 배경
이 노래는 1983년 존 디콘에 의해 쓰여졌고 1984년 4월에 발매되었다. 대부분의 노래는 마장조의 전통적인 12바 블루스 진행을 따른다. 그것은 한 개의 브리지로 3절을 가지고 있고, 코러스가 없으며, 비교적 구간 반복이 적다.
이 노래에는 모든 키보드 파트를 연주하는 세션 음악가 프레드 만델이 등장한다. 그는 드럼 머신과 기타 파트만 등장했을 때 이 노래에 참여했다. 키보드 솔로는 롤랜드 주피터 8 신시사이저에서 한 번의 테이크로 수행되었다. 단, 펀칭을 통해 캡처한 마지막 음은 1옥타브 아래로 포르타멘토가 있는 음이다.
음반 버전 외에도 싱글 버전과 확장 버전이 발매되었다.
싱글 버전은 4분 21초간 지속되며 음반 버전과 40초간의 소개와 2시 33분에 시작하는 더 긴 신시사이저 솔로가 다르다. 서론은 전자 키보드로 재생되며 심벌즈, 드럼 및 기타 (레드 스페셜)의 도움을 받다. 《보헤미안 랩소디》 사운드트랙의 경우 싱글 인트로덕션이 음반 버전에 추가되어 3분 43초 분량의 편집이 가능하다.
《The Works》 외에도 이 곡은 《Greatest Hits II》, 《Box of Tricks》, 《Greatest Hits》 (1992년 미국 'Red' 에디션), 《Absolute Greatest》, 박스 세트 《The Complete Works》와 《The Platinum Collection》에 수록되었다.

## 분배
이 곡은 《The Works》의 두 번째 싱글로, 〈Radio Ga Ga〉에 이어 두 번째 싱글이 되었다. 이 싱글은 1984년 4월 2일 7인치와 12인치 레코드로 발매되었고 이후 3인치와 5인치 CD로 발매되었다.
7인치 레코드는 16개국에 배포되었다. 대부분의 국가에서, A-사이드는 〈I've Got to Break Free〉의 확장 버전을 특징으로 하는 반면, B-사이드는 〈Machines (or 'Back to Humans')〉의 음반 버전을 포함하고 있다. 미국과 캐나다의 발매는 〈Machines〉의 기악 버전을 B-사이드로, 브라질은 〈It's a Hard Life〉를 특징으로 한다. 아르헨티나에서, 이 노래는 〈Quiero Ser Libre〉로 발매되었다.
영국의 3인치 CD 싱글에는 〈I Want to Break Free〉 (음반 버전), 〈Machines〉, 〈It's a Hard Life〉가 수록되어 있다. 독일에서는 5인치 CD 싱글에 〈I Want to Break Free〉와 〈I's a Hard Life〉가 수록되어 있으며, 〈I Want to Break Free〉의 비디오도 수록되어 있다.
싱글 커버는 음반 《The Works》의 커버에 있는 그룹의 사진을 특징으로 한다. 싱글이 4개의 다른 버전으로 들어간 나라들에서, 각 버전에는 한 명의 퀸 멤버의 사진이 있고, 그렇지 않으면 네 개의 이미지가 함께 배치되었다. "Queen. I Want to Break Free"이라는 비문은 빨간색, 흰색, 금색 또는 검은색이고 프레임은 빨간색 또는 흰색이다. 독일의 5인치 CD는 〈Radio Ga Ga〉 싱글의 커버를 사용한다. 뒷면은 동일하다. 빨간색 배경에 그룹 사진이 있다. 단, 배경이 흰색이고 사진이 없는 CD는 제외한다.

## 뮤직 비디오
영국 코미디에서 크로스드레싱의 전통을 따라, 〈I Want to Break Free〉의 뮤직 비디오는 ITV 연속극 《코로네이션 스트리트》의 등장인물들을 패러디한 것으로 교외의 집에서 여장을 한 퀸의 멤버들을 본다.
이 비디오는 아침에 전형적인 영국 주택가의 한 장면으로 시작되는데, 브라이언 메이의 캐릭터를 깨우는 티샷과 교차한다. 계단식 주택들은 헤어힐스 인근 리즈에 위치해 있다. 샌드허스트 테라스와 도싯 로드 사이에 있는 테라스의 지붕은 오프닝 샷에서 볼 수 있다. 두 번째 장면에서는 카메라가 테라스를 따라 이동하고 동작이 발생할 것으로 예상되는 집에서 멈춘다. 실제 도싯 마운트 41번지에 위치하고 있으며, 영상에 사용된 세트와는 약간 다른 평면도를 가지고 있다. 메이가 침대에서 나오기 불과 1초 전에 도싯 마운트 거리 명판의 일부를 벽에서 볼 수 있다.
프레디 머큐리는 바닥을 진공청소기로 청소하고 첫 소절을 부른다. 그가 어두운 공간으로 통하는 문을 열고, 그곳에서 광부들의 헬멧을 쓴 인물들에 둘러싸여 나타난다. 머큐리는 빛나는 상자에 맞춰 춤을 추고 얼룩무늬 레오타드를 입은 여러 명의 댄서들과 함께 다시 나타나 춤을 춘다. 집에서 머큐리는 노래를 부르고 위층으로 올라간다. 그 그룹은 다시 어두운 공간에 나타난다.

## 곡 목록
7인치 싱글
- A-side. "I Want to Break Free" (single version) – 4:18
- B-side. "Machines (or 'Back to Humans')" – 5:07[17]

12인치 싱글
- A-side. "I Want to Break Free" (extended version) – 7:14
- B-side. "Machines (or 'Back to Humans')" – 5:07

## 인증
| 국가                               | 인증     | 판매량/출하량 |
| ---------------------------------- | -------- | ------------- |
| 덴마크 (IFPI Danmark)              | 플래티넘 | 90,000        |
| 독일 (BVMI)                        | 플래티넘 | 500,000       |
| 이탈리아 (FIMI)                    | 플래티넘 | 50,000        |
| 영국 (BPI)                         | 플래티넘 | 600,000       |
| 미국 (RIAA)                        | 플래티넘 | 1,000,000     |
| 판매량+스트리밍을 기반으로 한 인증 |          |               |